# Zarządzanie procesowe
Zarządzanie procesowe – ciągłe i usystematyzowane działania dotyczące planowania i monitorowania danego procesu w organizacji (przedsiębiorstwie).

## Opis
W odróżnieniu od tradycyjnego podejścia do zarządzania, które polega na zarządzaniu poszczególnymi komórkami organizacyjnymi oraz pojedynczymi działaniami, istota zarządzania procesowego sprowadza się do zarządzania całymi sekwencjami działań, czyli procesami, w realizacji których uczestniczy zazwyczaj kilka komórek organizacyjnych.
Zarządzanie procesowe jest zastosowaniem wiedzy, koncepcji, umiejętności, narzędzi, technik oraz systemów pomocnych w definiowaniu, wizualizacji, mierzeniu, kontroli oraz udoskonalaniu procesów mających na celu spełnienie wymagań klienta. Klientem w zarządzaniu procesowym jest zarówno klient finalny, odbiorca, jak również klient wewnątrz organizacji, czyli pracownik.
W ujęciu procesu biznesowego zarządzanie procesowe często mylone jest z koncepcją reengineeringu. W niektórych przypadkach zawiera się ono w koncepcji reengineeringu i odwrotnie.
Zarządzanie procesowe to bezustanna weryfikacja i usprawnianie procesów, poprzez stosowanie poprawek, gdy osiągane rezultaty różnią się od tych pierwotnie zaplanowanych. Skuteczność w zarządzaniu procesowym uzależniona jest od zmiany ukierunkowania w układzie organizacyjnym danej organizacji. Przejście z układu pionowego do poziomego udoskonala zarówno porozumiewanie się w organizacji, jak również obieg informacji.
Kolejnym istotnym składnikiem zarządzania procesowego jest utworzenie mapy procesów przebiegających w organizacji. Ważne jest, aby zawierała ona wszystkie procesy kluczowe oraz te uzupełniające. Należy pamiętać, że przed powstaniem mapy należy określić pojęcie procesu i jego definicję.
ISO 9001:2015 popiera podejście procesowe w zarządzaniu organizacją:
„promuje wybór podejścia procesowego podczas rozwoju, realizacji i udoskonalania efektywności systemu zarządzania jakością w celu poprawienia satysfakcji klienta i spełnienia jego wymagań.”
Oto niektóre korzyści po zastosowaniu teorii zarządzania procesowego w organizacji:
- utworzenie ujednoliconej charakterystyki działania danej organizacji (wszyscy członkowie biorący udział w procesie poznają jego strukturę oraz funkcję, jaką w nim odgrywają);
- ogólne ukierunkowanie firmy na usatysfakcjonowanie klienta;
- określenie perfekcyjnego planu działania przedsiębiorstwa i ustanowienie łatwiejszych warunków przyszłej adaptacji związanej z jakimikolwiek zmianami;
- rozpoznanie i uporządkowanie płaszczyzn wymagających ulepszenia, co umożliwia systematyczne usprawnianie działalności danej organizacji.